# 1313 w literaturze
Wydarzenia literackie w 1313 roku.

## Nowe utwory
- obcojęzyczne
  - Efraim – kronika Cesarze (rok powstania przybliżony)[1]

## Urodzili się
- Giovanni Boccaccio, włoski poeta i prozaik (zm. 1375)

## Zmarli
- Cecco Angiolieri, włoski poeta